# 那覇うみそらトンネル
那覇うみそらトンネル（なはうみそらトンネル）は、沖縄県那覇市若狭から那覇空港に至る、水底道路トンネル。全長は1140メートルで沈埋部分は724メートル。
2011年8月29日に開通した、沖縄県初の海底トンネルで、自動車専用道路である那覇西道路の一部を成している。本道路を橋梁とした場合には、大型貨物船の航行に備え桁下の空間を大きくとる必要があり、主塔が那覇空港の航空路に支障する可能性があることから、トンネルが採用された。
本トンネルの開通により既存ルートである国道58号明治橋の渋滞が軽減され、那覇空港から国際通りまでの車での所要時間が10分短縮された。制限速度は60 km/hで、水底トンネルのため危険物積載車両は通行禁止となっている。現状は片側2車線であるが、沖縄西海岸道路全通時には3車線に拡幅できるよう準備がなされている。